# Ален Рене
Але́н Рене́ (фр. Alain Resnais) (*3 червня 1922, Ванн, Франція— †1 березня 2014, Париж, Франція) — французький кінорежисер, сценарист, продюсер і актор, класик французького кіномистецтва. Його ранні режисерські роботи відносять до французької «новій хвилі». Незважаючи на тривалу і продуктивну кар'єру, міжнародне визнання отримав за три ранні фільми: «Ніч і туман» (1955), «Хіросіма, любов моя» (1959), «Торік в Марієнбаді» (1961). Двічі удостоєний Призу Жана Віго: у 1954 та 1956 роках.

## Життєпис
Ален Рене народився і виріс у Бретані. З дитинства захоплювався кінематографом і в чотирнадцять років вже зняв любительською камерою свій перший короткометражний фільм «Фантомас». Одночасно він цікавиться фотографією та літературою, особливо Гарі Діксоном, М. Прустом та Андре Бретоном. Як актор дебютував у 1942 році в невеликій ролі у фільмі «Вечірні відвідувачі». у 1943-му поступив до державної кіношколи IDHEC на факультет режисури монтажу.
У 1946 році в Німеччині Рене бере участь у фронтовому театрі під керівництвом Андре Вуазена. В тому ж році він працює помічником режисера і режисером монтажу у фільмі «Париж 1900». Режисерським дебютом Алена Рене став короткометражний документальний фільм «Ван Гог» (1947). Фільм приніс режисеру міжнародне визнання: «Ван Гог» удостоївся премії МКФ у Венеції та премії «Оскар» за найкращий короткометражний фільм. Протягом наступних десяти років він випускає декілька документальних фільмів, у тому числі про фабрику Пешіне.
Світову славнозвісність Ален Але отримав завдяки успішній співпраці з французькими письменниками школи «нового роману». Зокрема, у 1959 році на екрани вийшов його перший повнометражний фільм «Хіросіма, любов моя» за сценарієм Маргеріт Дюрас, а в 1961 році — «Торік в Марієнбаді», сценарій до якого написав Ален Роб-Грійє.
До переліку найвідоміших робіт Рене входять також знята за сценарієм Хорхе Семпруна стрічка «Війна закінчена» про франкістську Іспанію та фільм «Ставіскі», присвячений життю французького афериста Олександра Ставіського. Всього фільмографія режисера налічує близько 20 повнометражних стрічок.
Ален Рене помер увечері 1 березня 2014 року у 91-річному віці в колі сім'ї. За два тижні до смерті на 64-му Берлінському кінофестивалі була презентована остання робота Рене — «Кохати, пити і співати», відмічена на огляді премією Альфреда Бауера.

## Фільмографія

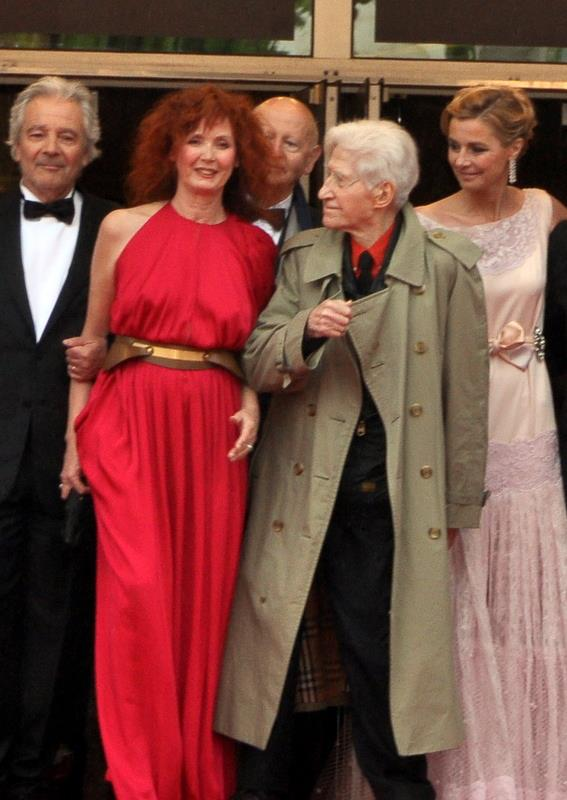
Ален Рене на МКФ в Канні, 1912

| Рік  | Українська назва            | Оригінальна назва              | Примітки       |
| ---- | --------------------------- | ------------------------------ | -------------- |
| 1948 | Ван Гог                     | Van Gogh                       | документальний |
| 1950 | Герніка                     | Guernica                       | документальний |
| 1955 | Ніч і туман                 | Nuit et brouillard             |                |
| 1959 | Хіросіма, любов моя         | Hiroshima mon amour            |                |
| 1961 | Торік в Марієнбаді          | L'Annee derniere a Marienbad   |                |
| 1963 | Мюріель, або Час повернення | Muriel ou le temps d'un retour |                |
| 1966 | Війна закінчена             | La guerre est finie            |                |
| 1968 | Кохаю тебе, кохаю           | Je t'aime, je t'aime           |                |
| 1974 | Ставіски                    | Stavisky                       |                |
| 1977 | Провидіння                  | Providence                     |                |
| 1980 | Мій американський дядечко   | Mon oncle d'Amerique           |                |
| 1983 | Життя — це роман            | La vie est un roman            |                |
| 1984 | Любов до смерті             | L'amour à mort                 |                |
| 1986 | Мелодрама                   | Mélo                           |                |
| 1989 | Я хочу додому               | I Want to Go Home              |                |
| 1993 | Палити/Не палити            | Smoking/no smoking             |                |
| 1997 | Відомі старі пісні          | On connaît la chanson          |                |
| 2003 | Тільки не в губи            | Pas sur la bouche              |                |
| 2006 | Серця                       | Coeurs                         |                |
| 2009 | Дикі трави                  | Les Herbes folles              |                |
| 2012 | Ви ще нічого не бачили      | Vous n'avez encore rien vu     |                |
| 2014 | Кохати, пити і співати      | Aimer, boire et chanter        |                |